# Pseudophryne semimarmorata
Espèce
Synonymes
- Pseudophryne blanchardi Loveridge, 1933

Statut de conservation UICN

 LC  : Préoccupation mineure
Pseudophryne semimarmorata est une espèce d'amphibiens de la famille des Myobatrachidae

## Répartition
Cette espèce est endémique du Sud-Est de l'Australie. Elle se rencontre dans l’extrême Sud-Est de l'Australie-Méridionale, dans le sud du Victoria et en Tasmanie. Son aire de répartition couvre environ 99 400 km2.

## Description
L'holotype de Pseudophryne semimarmorata mesure 31 mm. Cette espèce a la face dorsale vert olive avec des taches sombres. Ses flancs sont bleu nuit. Sa face ventrale est vert pâle marbré de blanc.

## Publication originale
- Lucas, 1892 : Notes on the distribution of Victorian batrachians with descriptions of two new species. Proceedings of the Royal Society of Victoria, vol. 4, p. 59-64 (texte intégral).